# Sociedade dos Amigos de André-Marie Ampère
Primeira página do número 1 do Bulletin de la Société des Amis d'André-Marie Ampère (Junho 1931)
A Sociedade dos Amigos de André-Marie Ampère (SAAMA) é uma sociedade erudita cujo objetivo é contribuir para perpetuar a memória do cientista francês André-Marie Ampère por todos os meios que ela considerar apropriados, incluindo conferências, publicações, comemorações, reunião de documentos e dispositivos, criação de museu...
Fundada em 1930 por iniciativa de Paul Janet
, membro da Academia de Ciências francesa, ela é reconhecida como de utilidade pública desde 1936. Especificamente, a SAAMA é responsável pela gestão e desenvolvimento de um Museu da Eletricidade, localizado na casa de Ampère em Poleymieux-au-Mont-d'Or, conhecido como Museu Ampère. A Sociedade de Eletricidade, Eletrônica e Tecnologias da Informação e Comunicação é proprietária do local e parceira privilegiada da SAAMA.
A SAAMA também organiza exposições e vários eventos que contribuem para divulgar as contribuições de André-Marie Ampère e disseminar conhecimentos científicos e técnicos relacionados ao eletromagnetismo e suas aplicações
. A SAAMA também publica um boletim anual.
A Sociedade foi presidida por diversas personalidades, entre as quais Louis Lumière, Georges Darrieus, Maurice Ponte, Paul Delouvrier, Maurice Jacob ou Geneviève Comté-Bellot

## Historia
Em 1928, graças a uma subscrição internacional organizada por Paul Janet, a antiga propriedade de André-Marie Ampère em Poleymieux-au-Mont-d'Or foi adquirida. Essa subscrição recebeu o apoio de empresas, associações e personalidades eminentes, sendo a contribuição mais significativa proveniente dos irmãos Behn. Hernand e Sosthenes Behn, empresários americanos de origem francesa por parte de mãe, eram os co-fundadores da empresa multinacional ITT, que estava desenvolvendo suas atividades na França naquela época. Embora inicialmente planejado para doação à Academia de Ciências, foi a Sociedade Francesa de Eletricistas que acabou sendo beneficiária. Em 2 de junho de 1928, a casa em Poleymieux foi inaugurada na presença de muitas personalidades · .
Sob a mesma iniciativa de Paul Janet, em 12 de junho de 1930, foi fundada a Sociedade dos Amigos de André-Marie Ampère, à qual foi confiada a gestão da Casa de Ampère. Entre os fundadores da SAAMA encontram-se: Emile Picard (Secretário Perpétuo da Academia de Ciências), Alfred Lacroix (Secretário Perpétuo da Academia de Ciências), André Blondel (Academia de Ciências), Gustave Ferrié (Academia de Ciências), Paul Janet (Academia de Ciências), Louis de Launay (Academia de Ciências) ou Vito Volterra (Associado Estrangeiro da Academia de Ciências) .
O primeiro presidente da SAAMA foi Louis Lumière, com dois presidentes de honra, Raymond Poincaré (Academia Francesa) e Edouard Herriot, prefeito de Lyon. O comitê de patronos estabelecido para a criação da SAAMA contou com muitas personalidades científicas, incluindo diversos ganhadores do Prêmio Nobel em física, William-Henry Bragg (1915), Louis de Broglie (1929), Jean Perrin (1926), Pieter Zeeman (1902) e química, Victor Grignard (1912) e Paul Sabatier (1912), além de outros físicos e químicos renomados, como Blas Cabrera, Aimé Cotton, Charles Fabry, Wander-Johannes de Hass, Martin Knudsen, Paul Langevin ou Herny Le Chatelier. O zoólogo brasileiro Alípio de Miranda-Ribeiro é um dos membros ativos da SAAMA desde o momento de sua fundação.
A Casa de Ampère-Museu da Eletricidade foi inaugurada em 1 de julho de 1931, e a SAAMA foi reconhecida como de utilidade pública por decreto de 4 de abril de 1936.

## A SAAMA e o Museu Ampère
Desde a sua fundação em 1930, a Sociedade dos Amigos de André-Marie Ampère é responsável pela gestão e desenvolvimento de um Museu de Eletricidade, instalado na casa de Ampère em Poleymieux-au-Mont-d'Or, conhecido como Museu Ampère ou Casa Ampère - Museu da Eletricidade.
Ao longo de sua história, a SAAMA realizou, com a contribuição de muitos patronos e o empenho dos voluntários da associação, várias melhorias, restaurações do edifício e de seus jardins, bem como a coleta, aquisição ou desenvolvimento de objetos e instalações que constituem a coleção do Museu Ampère.